# Danh sách tập của Running Man (2019)
Dưới đây là danh sách các tập của chương trình truyền hình thực tế Running Man được phát sóng vào năm 2019.

## Danh sách tập
| Tên           | Cấp |
| Kim Jong-kook | 4   |
| Lee Kwang-soo | 4   |
| Jeon So-min   | 3   |
| Ji Suk-jin    | 2   |
| Song Ji-hyo   | 2   |
| Yoo Jae-suk   | 1   |
| Haha          | 1   |
| Yang Se-chan  | 1   |

| Tên           | Cấp |
| Jeon So-min   | 6   |
| Haha          | 4   |
| Kim Jong-kook | 4   |
| Lee Kwang-soo | 4   |
| Song Ji-hyo   | 3   |
| Yoo Jae-suk   | 2   |
| Ji Suk-jin    | 2   |
| Yang Se-chan  | 2   |

| Tên           | Cấp |
| Haha          | 6   |
| Jeon So-min   | 6   |
| Kim Jong-kook | 4   |
| Song Ji-hyo   | 3   |
| Ji Suk-jin    | 2   |
| Yang Se-chan  | 2   |
| Yoo Jae-suk   | 0   |
| Lee Kwang-soo | 0   |

| Tên           | Cấp cá nhân | Cấp cả đội |
| Jeon So-min   | 6           | 10         |
| Haha          | 6           | 9          |
| Kim Jong-kook | 4           | 8          |
| Song Ji-hyo   | 4           | 8          |
| Yang Se-chan  | 2           | 7          |
| Ji Suk-jin    | 2           | 4          |
| Lee Kwang-soo | 2           | 3          |
| Yoo Jae-suk   | 0           | 6          |